# Etsha 13
Etsha 13 est une ville du Botswana.